# Родолфо Пини
Родолфо Пини (на испански: Rodolfo Pini) е уругвайски футболист, полузащитник.

## Кариера
Пини играе по-голямата част от кариерата си за Насионал Монтевидео. Заедно с клуба си многократно става шампион на Уругвай през 1940-те и 1950-те години. Той също така играе за Рампла Хуниорс и Фрей Бентос. На Световната купа от 1950 г. Пини е включен в състава на Уругвай, но на терена не излиза, но също така става световен шампион.

## Отличия

### Отборни
Пенярол
- Примера дивисион де Уругвай: 1943, 1946, 1947, 1950

### Международни
Уругвай
- Световно първенство по футбол: 1950